# 요제프 슈테판
요제프 슈테판(슬로베니아어: Jožef Štefan, 독일어: Josef Stefan 요제프 슈테판[*], 1835~1893)은 오스트리아 태생의 슬로베니아계 물리학자이다. 슈테판-볼츠만 법칙을 발견하였다.

## 생애
1835년 3월 24일 오스트리아 클라겐푸르트에서 태어났다. 아버지 알레슈 슈테판(슬로베니아어: Aleš Štefan, 1805~1872)은 방앗간 조수였고, 어머니 마리야 스타르티니크(슬로베니아어: Marija Startinik, 1815~1863)는 하녀였다. 슈테판의 부모는 슈테판 출생 당시 미혼이었고, 슈테판이 11세일 때 결혼하였다.
클라겐푸르트에서 김나지움을 졸업한 뒤 1853년에 빈 대학교에 입학하여 수학과 물리학을 공부하였고, 1857년에 졸업하였다. 학생 시절에 슬로베니아어로 여러 수의 시를 지었다. 이후 빈 대학교에서 물리학을 강의하였다.
1879년에 슈테판-볼츠만 법칙을 도입하였고, 이를 사용하여 태양 표면의 온도를 섭씨 5430도로 최초로 정확히 계산하였다. 이는 슈테판의 제자 루트비히 볼츠만이 확장하였다.
1893년 빈에서 사망하였다.

## 참고 문헌
- Crepeau, John (2007년 7월). “Josef Stefan: His life and legacy in the thermal sciences”. 《Experimental Thermal and Fluid Science》 (영어) 31 (7): 795–803. doi:10.1016/j.expthermflusci.2006.08.005.